# Esplanade – Theatres on the Bay
Die Esplanade (vollständiger Name: Esplanade – Theatres on the Bay) ist ein Kulturzentrum in Singapur, bestehend aus einem Konzertsaal mit etwa 1600 Plätzen und einem Theater für etwa 2000 Zuschauer. Sie liegt an der Mündung des Singapore River in die Marina Bay und ist neben ihrer zentralen Lage auch aufgrund ihrer Form, die einer Durian ähnelt, eine touristische Attraktion.

## Geschichte und Architektur
Bereits 1989 entstand die Idee eines modernen Kulturzentrums, die 1992 durch die Gründung der Singapore Arts Centre Co (heutiger Name: The Esplanade Co Ltd) konkretisiert wurde. Das Design des Gebäudekomplexes wurde von DP Architects und Michael Wilford & Partners entworfen und 1994 der Öffentlichkeit vorgestellt – ebenso wie der Name Esplanade – Theatres on the Bay, welcher sich vom nahegelegenen Esplanade Park herleitet. Die Grundsteinlegung erfolgte am 11. August 1996, die offizielle Eröffnung durch Singapurs Präsident SR Nathan schließlich am 12. Oktober 2002. Die Baukosten beliefen sich auf 600 Millionen Singapur-Dollar.
Seit 2010 hat die Esplanade eine direkte Anbindung an das MRT-Netz, als die Circle Line unter anderem um die Haltestelle Esplanade erweitert wurde.
Der Komplex beinhaltet neben den beiden großen Sälen zwei weitere Säle für 200 bzw. 250 Personen, die library@esplanade, eine auf darstellende Kunst spezialisierte Bücherei, sowie eine Freiluft-Bühne an der Promenade. Dieser Komplex soll bis 2021 um das 550 Personen fassende Singtel Waterfront Theatre in unmittelbarer Nähe erweitert werden. Die Bauarbeiten dazu haben am 18. Juni 2019 begonnen.
Die Außenhülle der beiden Hauptgebäude besteht aus Glas, das wiederum mit über 7000 Aluminiumplatten überzogen ist, die als Sonnenschutz dienen. Dadurch fällt reichlich Tageslicht in die Gebäude und zugleich wird direkte Sonneneinstrahlung und somit Wärmeentwicklung vermieden. Die Aluminiumplatten verleihen der Esplanade ihre besondere Form, die wiederum zu ihrem Spitznamen „Durian“ geführt hat – die im südostasiatischen Raum beliebte Stinkfrucht, dort auch bekannt als „King of Fruits“.

## Trivia
Die 5-Cent-Münze des Landes, die sich seit 2013 im Umlauf befindet (dritte Serie), ziert die Esplanade.

## Galerie

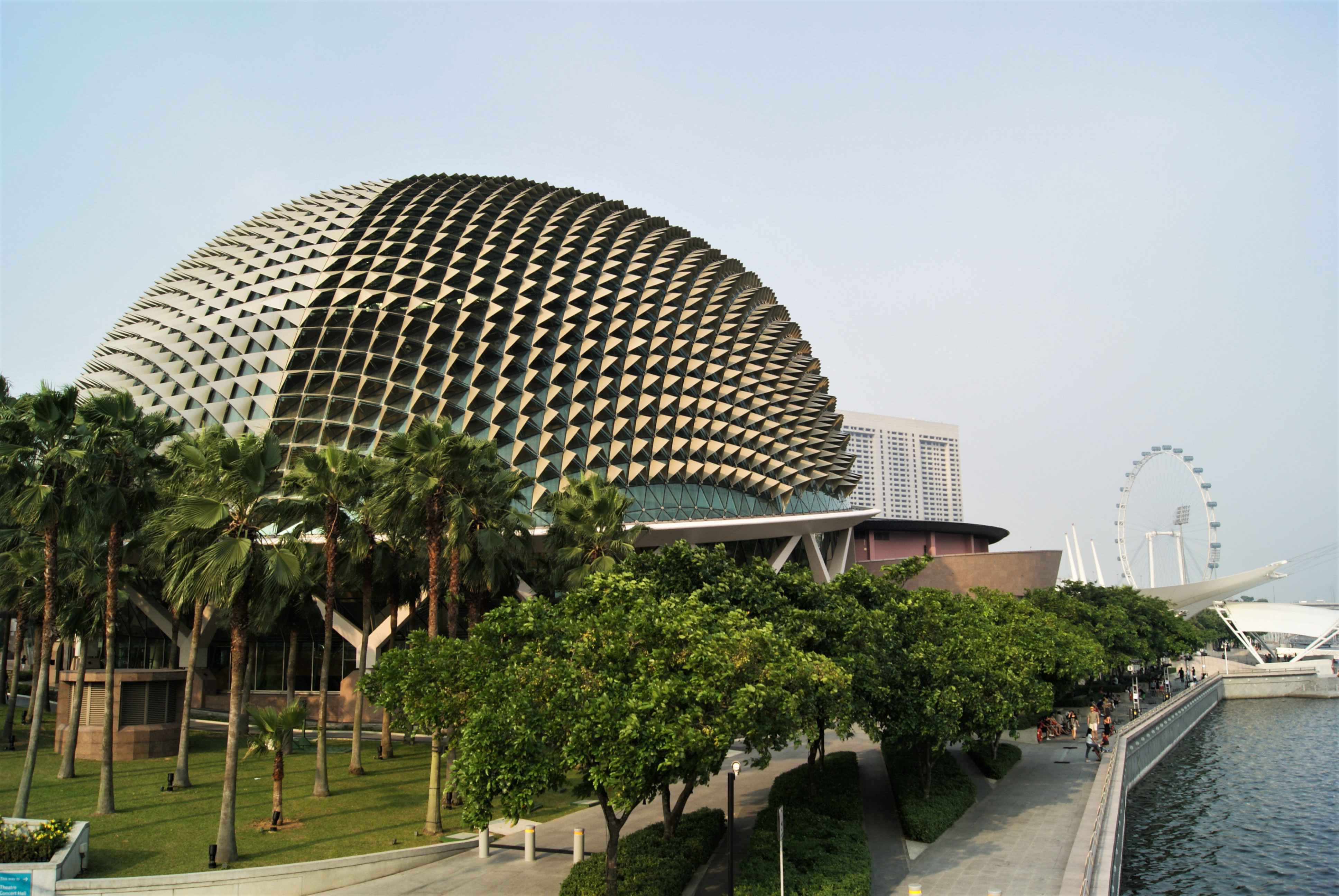
Blick von der Esplanade Bridge auf das Gebäude des Konzertsaals
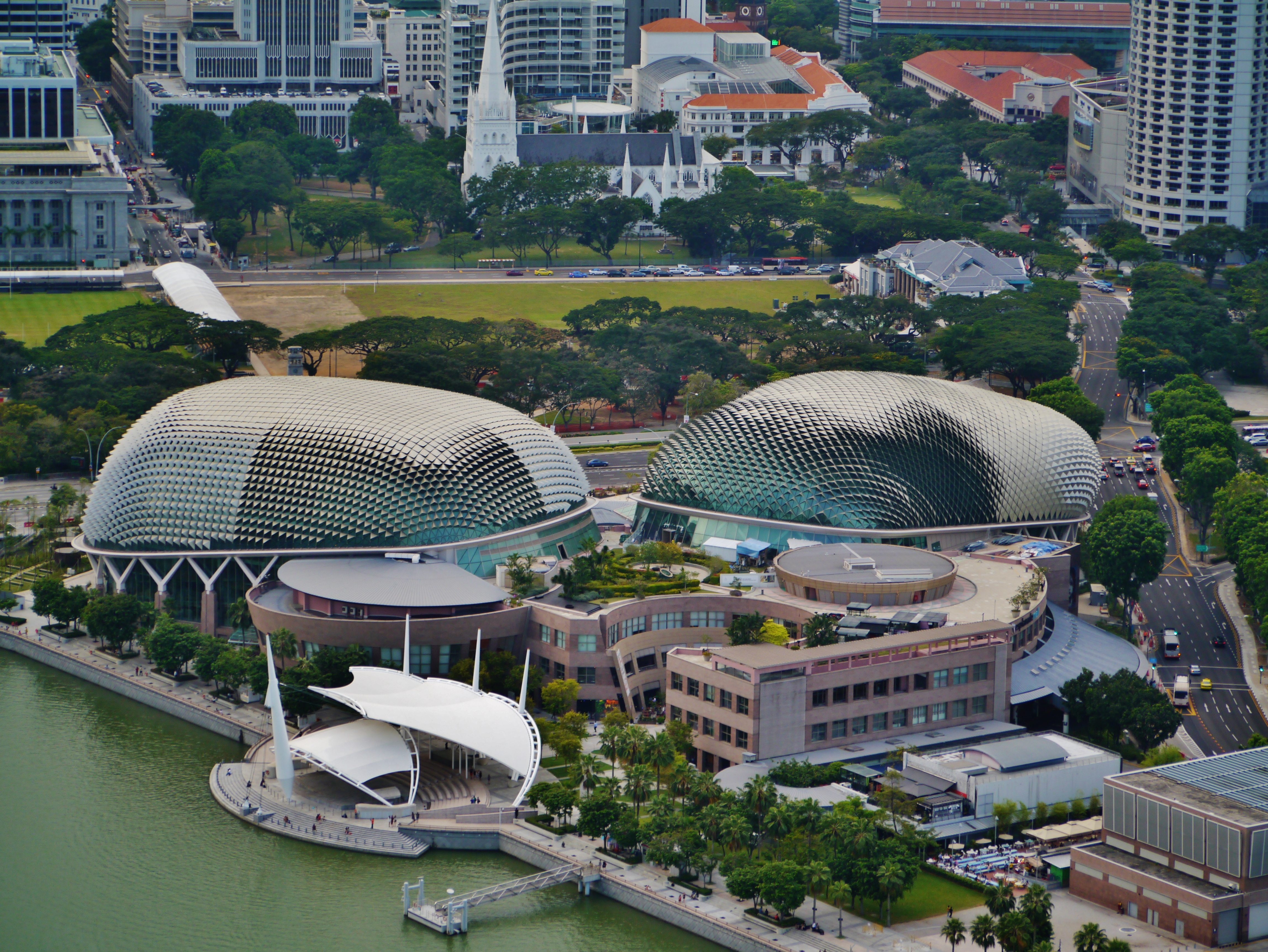
Blick vom Marina Bay Sands
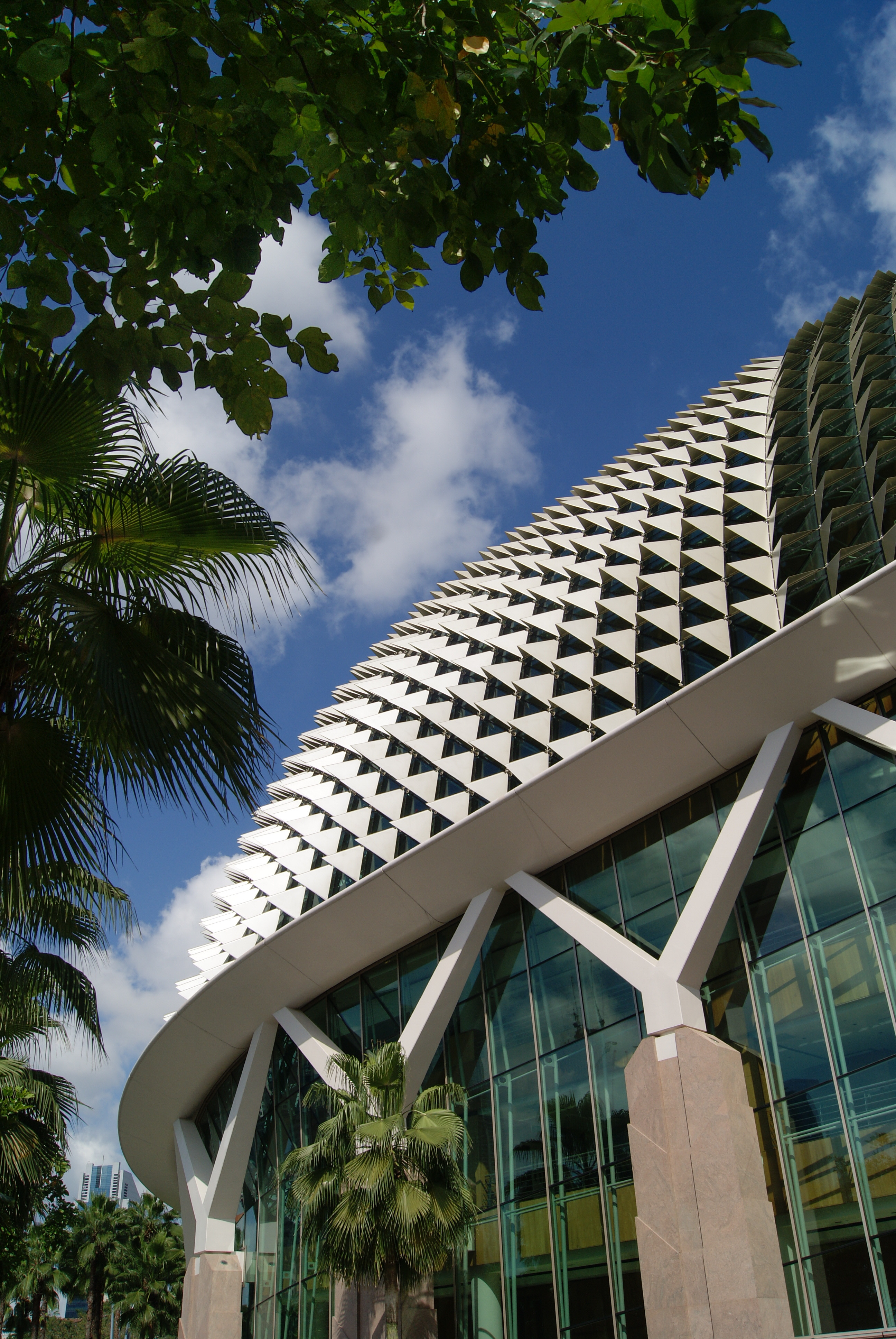
Gebäude des Konzertsaals in der Nahaufnahme
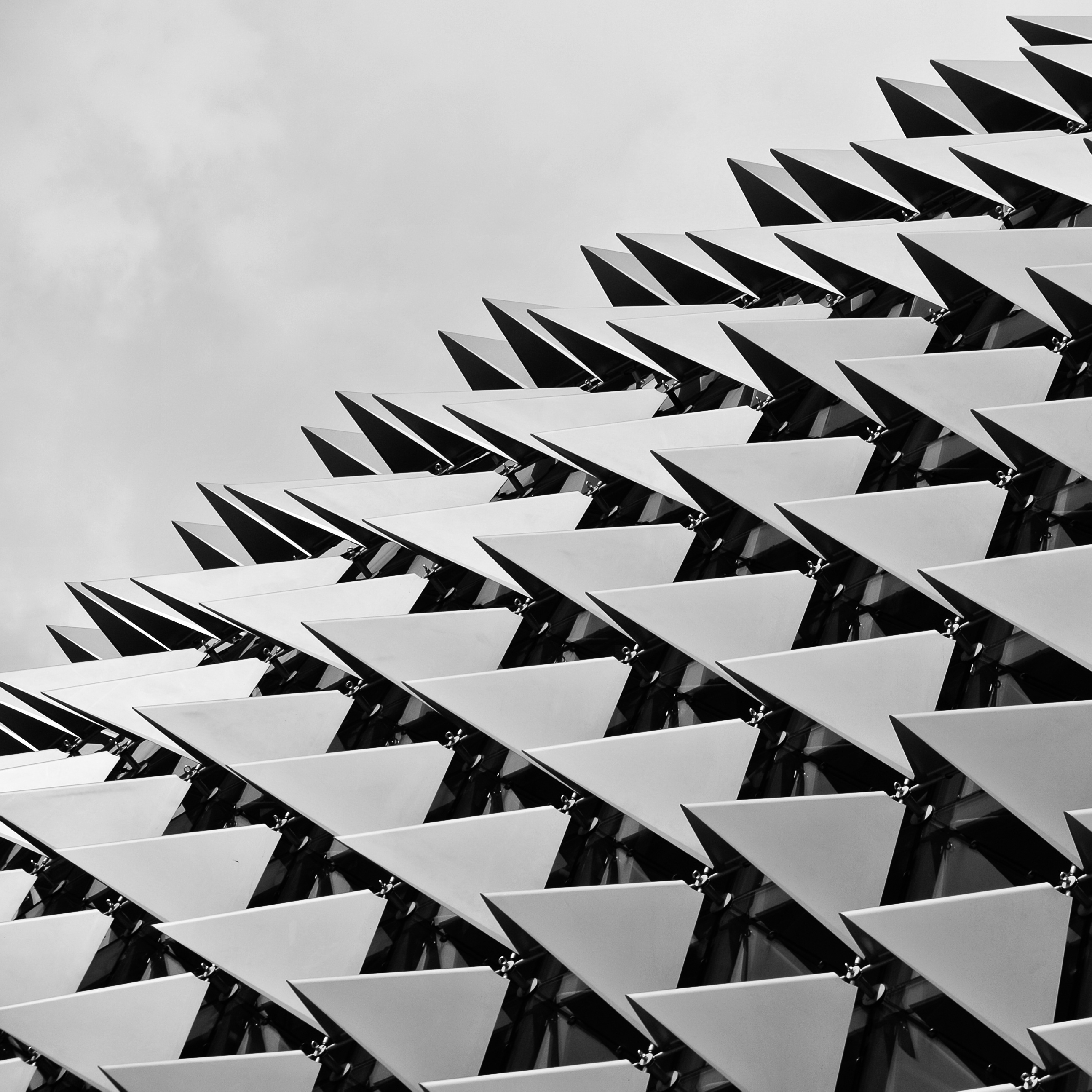
Außenhülle mit Aluminiumplatten